# Ústavní zákon o československé federaci
Ústavní zákon o československé federaci byl přijat Národním shromážděním Československé socialistické republiky dne 27. října 1968 a vyhlášen ve Sbírce zákonů pod číslem 143/1968 Sb. Ústavním zákonem o československé federaci byla dosud jednotná Československá socialistická republika přeměněna na federaci skládající se z České socialistické republiky a Slovenské socialistické republiky.
Ústavní zákon nahradil hlavu třetí, čtvrtou, pátou a šestou Ústavy Československé socialistické republiky.
Ústavní zákon nově upravil vymezení působnosti mezi federací a republikami (hlava druhá), federální orgány (hlava třetí, čtvrtá a pátá). Hlava šestá upravovala nezřízený Ústavní soud. Hlava sedmá upravovala státní orgány České socialistické republiky a Slovenské socialistické republiky. Hlava osmá obsahovala přechodná a závěrečná ustanovení.

## Text ústavního zákona o československé federaci

### Hlava první: Základní ustanovení
V hlavě první byla upravena československá federace (čl. 1), upraven politický systém (čl. 2), upraveny státní hranice a území republik (čl. 3), hospodářství (čl. 4), státní občanství (čl. 5), užívání češtiny a slovenštiny (čl. 6). 

### Hlava druhá: ROZDĚLENÍ PŮSOBNOSTI MEZI FEDERACI A REPUBLIKY
V hlavě druhé (čl. 7 až 28) byla ústavní úprava působnosti mezi federací a republikami.

### Hlava třetí: FEDERÁLNÍ SHROMÁŽDĚNÍ
Federální shromáždění bylo zákonodárným sborem federace. Skládalo se ze dvou komor, Sněmovny lidu a Sněmovny národů. Zaveden byl zákaz majorizace. Předsednictvo Federálního shromáždění vydávalo zákonná opatření. Sněmovna lidu měla 200 poslanců a byla volena na 4 roky. Sněmovna národů měla 150 poslanců přičemž 75 bylo voleno v České republice a 75 ve Slovenské republice. Délka mandátu byla závislá na délce mandátu Sněmovny lidu. Konec mandátu Sněmovny lidu znamenal rovněž konec mandátu Sněmovny národů.

### Hlava čtrvtá: PRESIDENT ČESKOSLOVENSKÉ SOCIALISTICKÉ REPUBLIKY
Prezident republiky byl hlavou státu. Prezident byl volen Federálním shromážděním na 5 let. 

### Hlava pátá: VLÁDA ČESKOSLOVENSKÉ SOCIALISTICKÉ REPUBLIKY
Federální vláda byla orgánem výkonné moci. Skládala se z předsedy, místopředsedy a federálních ministrů. Vládu jmenoval prezident republiky. Vláda byla odpovědna Federálnímu shromáždění.

### Hlava šestá: ÚSTAVNÍ SOUD ČESKOSLOVENSKÉ SOCIALISTICKÉ REPUBLIKY
Ústavní soud měl být zvolen Federálním shromážděním a měl být soudním orgánem ochrany ústavnosti. Hlava šestá nebyla realizována a v roce 1991 byla nahrazena ústavním zákonem o Ústavním soudu.

### Hlava sedmá: STÁTNÍ ORGÁNY ČESKÉ SOCIALISTICKÉ REPUBLIKY A SLOVENSKÉ SOCIALISTICKÉ REPUBLIKY

#### Oddíl první: Národní rady
Česká národní rada a Slovenská národní rada byly zákonodárnými sbory obou republik.

#### Oddíl druhý: Vlády
Obě republiky měly svou vládu, jež byla odpovědna národní radě.

### Hlava osmá: USTANOVENÍ OBECNÁ, PŘECHODNÁ ZÁVĚREČNÁ
V článku 143 byla zrušena hlava třetí, čtvrtá, pátá a šestá Ústavy Československé socialistické republiky, dále ustanovení článků čl. 1 odst. 2 a čl. 12, článků 107 až 109 a článku 111. V článku 151 byla určena účinnost ústavního zákona.

## Derogace
Ústavní zákon o československé federaci byl zrušen Ústavou České republiky.